# Carmen Bernos de Gasztold
Carmen Bernos de Gasztold, född 1919, död 1995, var en fransk poet. Hon levde under flera år i ett katolskt kloster och publicerade de första dikterna under denna tid. Hennes mest kända verk är utformade som böner från jordens djur och de är översatta till många språk.  

## Biografi
Carmen Bernos de Gasztold föddes i Arcachon, Bordeaux, Frankrike i en familj med fem barn. På  faderns sida fanns en härstamning från Litauen ( namnet Gasztold är en polsk version av det litauiska namnet Goštautas).
Fadern var professor i spanska men var ofta sjuk och hade stora svårigheter att försörja sin familj. Från 12-årsåldern fick Carmen möjlighet att studera vid Collège Sainte Marie i Neuilly där hennes äldre syster var lärare. Fadern dog när Carmen var 16 år och hon tvingades börja försörja sig själv. Under sju år arbetade hon vid ett laboratorium i en textilfabrik. Det var under denna tid med alla de umbäranden som den tyska ockupationen medförde som hon började skriva de dikter som kom att utgöra Le Mieux Aimé.
När modern avled 1945 skingrades hemmet i Arcachon. Carmen började arbeta som lärare först i en familj och därefter vid en förskola. Ett giftermål var planerat men Carmen bröt förhållandet dagen för det planerade bröllopet. När därefter arbetsuppgifterna blev henne övermäktiga drabbades hon av ett sammanbrott. En nunna och vän till familjen tog med henne till benediktinerklostret Abbaye of Saint Louis du Temple i Limon-par-Igny söder om Paris. Där tillbringade hon de närmaste fyra åren och publicerade flera dikter och ett antal  barnböcker. Hon avled 1995.

## Författarskap
Carmen Bernos de Gasztold har framför allt blivit känd och älskad för dikterna som är samlade under titeln Prières dans l'Arche, (Röster ur arken, svensk översättning). Ett flertal av dikterna skrev författaren under ockupationstiden. När hon efter sitt sammanbrott fick en fristad i benediktinerklostret Abbaye of Saint Louis du Temple uppmuntrades hon att skriva och de första dikterna publicerades som Le Mieux Aimé  på klostrets förlag. Dessförinnan hade hon tillsammans med brodern Pierre de Gasztold på eget förlag publicerat en bok med dennes etsningar, Éparses.
Priére dans l´Arche bygger vidare på Le Mieux Aimé och innehåller dikter som är utformade som böner från Noak och 26 olika djur i arken. De till synes enkla dikterna beskrivs av den engelska översättaren Rumer Godden som svåra att översätta med förekomsten av dubbelbetydelser, rytmer och fraser som är ljudhärmande eller på annat sätt kännetecknande för de enskilda djuren. Varje poem ger uttryck för djurets uppriktighet och acceptans av sin skepnad i förening med bönens tro och förtröstan.
När den engelska författaren och översättaren Rumer Godden i slutet av femtiotalet kom i kontakt med Priére dans l´Arche hade  samlingen redan fått stor spridning och sålts i mer än 30 000 exemplar. I en senare diktsamling, Choral de Bêtes, är det ytterligare ett antal djur som får ge uttryck för sin särart i bön. Dessa båda diktsamlingar är översatta till ett femtontal språk och har kommit i flera nya upplagor. De har också blivit tonsatta.
Carmen Bernos de Gasztold skrev också ett antal barnböcker med religiösa motiv. 
I svensk översättning finns Röster ur arken och Djurens kör.

### Musik baserad på texter av Carmen Bernos de Gasztold
- 1966 - Prières dans l'Arche, musik Ivor Davies
- 2012 - Choral de Bêtes, musik Christina Whitten Thomas